# Dylan Bidez
Dylan Bidez (ur. 11 września 1990 w Vail, Kolorado) – amerykański snowboardzista. Nie startował na igrzyskach olimpijskich. Na mistrzostwach świata najlepszy wynik uzyskał na mistrzostwach w Kangwŏn, gdzie zajął 60. miejsce w halfpipe’ie. Najlepsze wyniki w Pucharze Świata osiągnął w sezonie 2006/2007, kiedy to zajął 44. miejsce w klasyfikacji generalnej. Jest wicemistrzem świata juniorów w halfpipe’ie z 2009 roku.

## Sukcesy

### Mistrzostwa Świata
| Miejsce | Dzień       | Rok  | Miejscowość | Konkurencja | Zwycięzca |
| ------- | ----------- | ---- | ----------- | ----------- | --------- |
| 60.     | 23 stycznia | 2009 | Kangwŏn     | Halfpipe    | Ryō Aono  |

### Puchar Świata

#### Miejsca w klasyfikacji generalnej
- 2006/2007 – 44.
- 2007/2008 – 216.
- 2008/2009 – 138.

#### Miejsca na podium
1. Calgary – 3 marca 2007 (Halfpipe) – 2. miejsce